# Симеон Симов
Вижте пояснителната страница за други личности с името Симеон Симов.
Симеон Григоров Симов е български офицер, генерал-майор, командир на взвод от 53-и пехотен резервен полк и на рота от 13-и пехотен рилски полк през Първата световна война (1915 – 1918), командир на 35-и пехотен врачански полк (1939 – 1943) и на 24-а пехотна дивизия (1943 – 1944) през Втората световна война (1941 – 1945).

## Биография
Симеон Симов е роден е на 9 септември 1895 година в Кюстендил, Княжество България. През 1916 година завършва Военното училище в София и на 12 март е произведен в чин подпоручик. Взема участие в Първата световна война (1915 – 1918) през която служи като командир на взвод от 53-и пехотен резервен полк и на рота от 13-и пехотен рилски полк. На 14 октомври 1917 г. е произведен в чин поручик. След войната служи в 37-а пехотна пиринска дружина. На 30 януари 1923 г. е произведен в чин капитан. През 1928 г. е назначен на служба в 13-и пехотен рилски полк, а по-късно същата година е назначен за ротен командир в полка.
През 1931 капитан Симов е назначен за офицер за поръчки в 3-а пехотна балканска дивизия, след което е командир на рота във Военното училище, през 1933 г. е произведен в чин майор, а през 1935 г. е назначен за командир на дружина от 13-и пехотен рилски полк, а малко по-късно същата година е назначен за началник на 2-ри пограничен участък. На 6 май 1936 г. е произведен в чин подполковник и през същата година е назначен за началник на Благоевградското военно окръжие. В началото на 1938 г. е назначен за временен началник на Пехотната школа за запасни подофицери, а малко по-късно същата година и за временен началник-щаб на 6-а пехотна бдинска дивизия, като в началото на 1939 г. става титулярен началник-щаб на дивизията. През 1939 г. подполковник Симов поема командването на 35-и пехотен врачански полк, на 6 май 1940 г. е произведен в чин полковник, а от 1943 година е командир на 24-а пехотна дивизия. На 6 май 1944 г. е произведен в чин генерал-майор
След преминаването на България на страната на Съюзниците е пленен в района на Ниш от немски части и въдворен във военнопленническия лагер Офлаг-8. Уволнен е от служба на 13 септември 1944 г. официално „по навършване на 25-годишна служба“, но реално с тази заповед, както и със заповедта от 14 септември е направена първата чистка на т.нар. „реакционни елементи от армията“. Отказва да се присъедини към армията на ген. Андрей Власов. В България е осъден задочно на смърт. През 1945 година се завръща. Арестуван е два пъти и съден, но оправдан от т. нар. Народен съд. Изселен със семейството си. Работи в ТКЗС. По-късно се разболява от Паркинсон. Умира на 18 ноември 1966 година. 

## Военни звания
- Подпоручик (12 март 1916)
- Поручик (14 октомври 1917)
- Капитан (30 януари 1923)
- Майор (1933)
- Подполковник (6 май 1936)
- Полковник (6 май 1940)
- Генерал-майор (6 май 1944)